# Операция в Рильской долине (24 августа 1944)
Операция в Рильской долине (болг. Жабокрекска акция) — одна из крупнейших боевых операций болгарского партизанского движения, проведённая 24 августа 1944 года.

## История
Для проведения операции командованием 4-й оперативной зоны Народно-освободительной повстанческой армии был создан Рило-Пиринский отряд, в который вошли три роты из Разлогского партизанского отряда «Никола Парапунов», Горно-Джумайский партизанский отряд «Никола Калыпчиев», одна рота Дупницкого партизанского отряда и 20 партизан из 1-й Софийской партизанской бригады (всего до 250 партизан).
24 августа 1944 года партизаны отряда одновременно атаковали село Жабокряк, село Пастра, Кочериновский дом отдыха (в котором находилось 26 немецких офицеров), железнодорожную станцию и ряд других объектов в Рильской долине (на участке от Кочериново до Рильского монастыря).
В результате операции партизаны заняли село Пастра, были уничтожены 31 немецкий солдат и офицер и 5 болгарских солдат, разоружены и взяты в плен ещё 178 болгарских солдат, партизаны сожгли 14 автомашин, склады с лесоматериалами, с боеприпасами и взрывчаткой, а также захватили 20 пулемётов, 172 винтовки, боеприпасы, снаряжение, обмундирование и продовольствие.
Также был убит один гражданский подданный Третьего рейха — технический директор совместного немецко-болгарского предприятия «Гранитоид АД», немец Райнхард Томанек.
В ходе операции в бою у села Жабокряк погиб один из партизан отряда, бывший советский военнопленный Василий Рязанцев, который с одним пистолетом вступил в перестрелку с группой солдат противника и ценой своей жизни обеспечил успешный исход боя.
Кроме того, партизаны провели митинги с местными жителями и рабочими на предприятии «Гранитоид», призывая оказывать помощь партизанам и не выполнять распоряжения немцев и их пособников.

## Память, отражение в культуре и искусстве
- «Нападение партизан Рило-Пиринского отряда на эсэсовский лагерь у села Жабокряк» (картина, художник Н. Кожухаров)